# Acarinus philippinensis
Acarinus philippinensis is een keversoort uit de familie lieveheersbeestjes (Coccinellidae). De wetenschappelijke naam van de soort is voor het eerst geldig gepubliceerd in 1948 door Kapur.